# Saint-Jean-la-Fouillouse
Saint-Jean-la-Fouillouse är en kommun i departementet Lozère i regionen Occitanien i södra Frankrike. Kommunen ligger i kantonen Châteauneuf-de-Randon som tillhör arrondissementet Mende. År 2022 hade Saint-Jean-la-Fouillouse 126 invånare.

## Befolkningsutveckling
Antalet invånare i kommunen Saint-Jean-la-Fouillouse
| Referens: INSEE |